# Anders Klynge
Anders Klynge, né le 14 octobre 2000 à Odense au Danemark, est un footballeur danois qui évolue au poste de milieu central au FK Bodø/Glimt.

## Biographie

### Odense BK
Né à Odense au Danemark, Anders Klynge est formé par l'un des clubs de sa ville natale, l'Odense BK. Il fait ses débuts en équipe première le 22 juin 2020, lors d'une rencontre de championnat contre le Lyngby BK. Il entre en jeu et son équipe l'emporte par deux buts à un.
En juillet 2020, Michael Hemmingsen, le directeur sportif de l'Odense BK, annonce que Klynge quitterait le club à la fin de la saison, à expiration de son contrat.

### Silkeborg IF
Le 3 août 2020, Anders Klynge s'engage pour un contrat de trois ans avec le Silkeborg IF. 
Il joue son premier match sous ses nouvelles couleurs un mois plus tard, le 3 septembre 2020, lors d'une rencontre de coupe du Danemark face au St. Restrup IF. Il est titularisé et son équipe s'impose largement par cinq buts à zéro. Le 21 novembre 2020, Klynge inscrit son premier but pour Silkeborg, lors d'une rencontre de championnat face au FC Helsingør. Il est titularisé et les deux équipes se neutralisent (3-3 score final).